# بلدرچین آبی آسیایی
بلدرچین آبی آسیایی (نام علمی: Excalfactoria chinensis) نام یک گونه از تیره قرقاولیان است.